# Kaple Nanebevzetí Panny Marie (Švihov)
Kaple Nanebevzetí Panny Marie je gotická hradní kaple na vodním hradě Švihov. Veřejnosti je přístupná s průvodcem jako součást prohlídkového okruhu.

## Historie

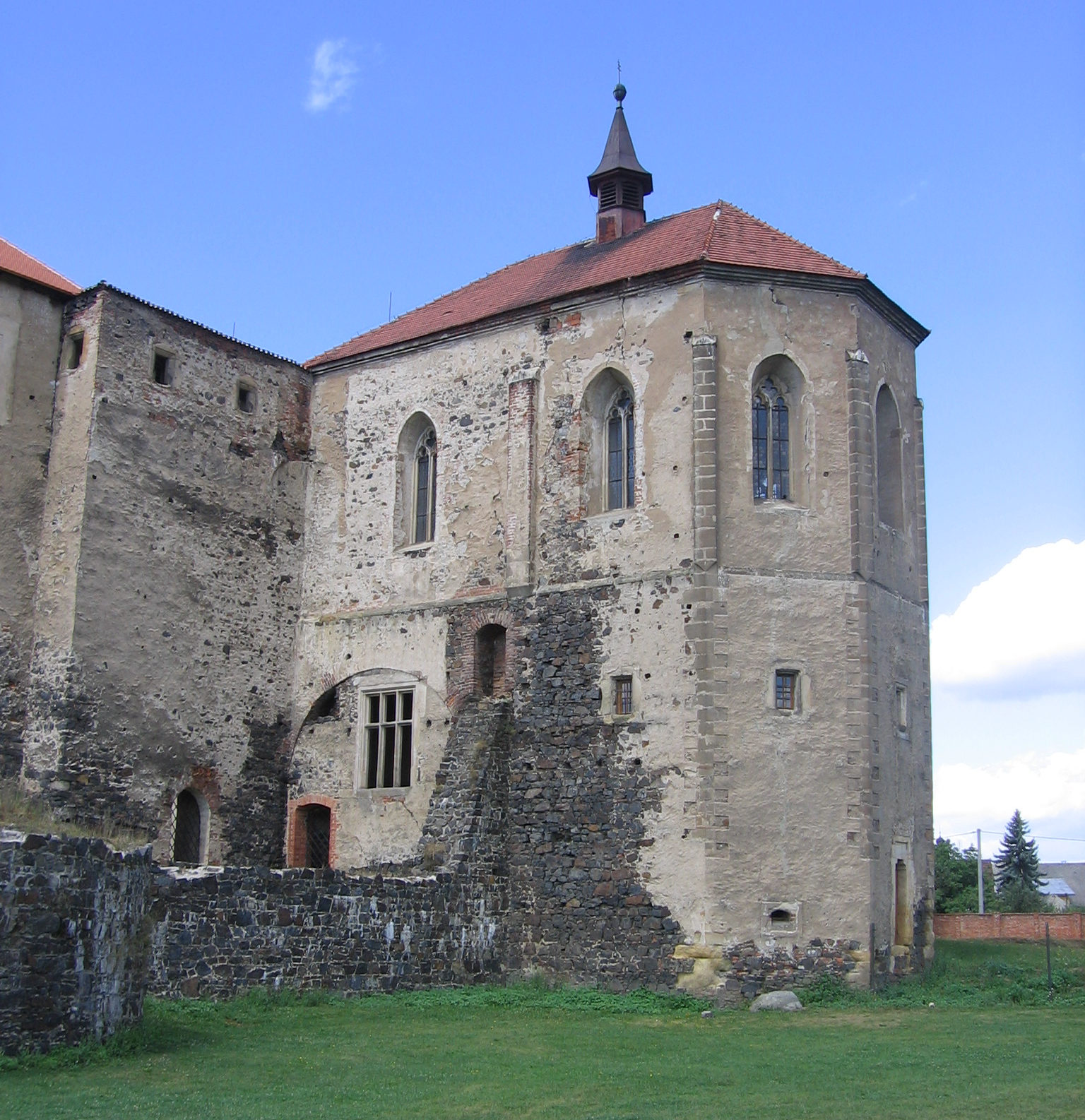
Exteriér kaple, stav před obnovou fasád

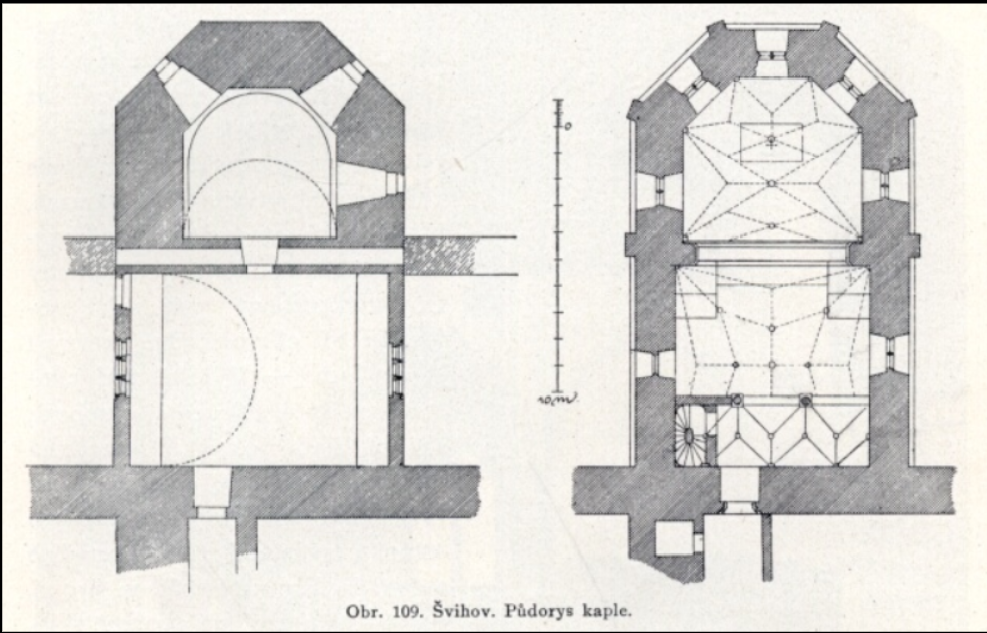
Půdorys kaple

Švihovská hradní kaple, postavená mezi lety 1480–1489 Půtou ze Švihova, zasvěcena Panně Marii, je samostatná stavba vystupující z hradebního polygonu do východního parkánu. Původně byla založena na baště, pod kterou tekl hradní příkop, který byl však v 15. století z neznámých důvodů zazděn. Tento typ kaple je v České republice ojedinělý, dále je znám už jen na hradech Rábí a Velhartice. Exteriér kaple zůstal víceméně nepoškozen, kaple však byla výrazněji poškozena zevnitř, v roce 1890 se však dočkala rekonstrukce interiéru. Na rekonstrukci kaple se pracovalo až do prvního desetiletí 21. století.

## Popis

### Exteriér
Vchod do přízemního sklepení obdélníkového tvaru má ještě stále původní dřevěné pažení. Do kaple vedly otevřené schody z vnitřního palácového dvora, které se však zřítily. Portál kaple na levé straně západního průčelí, jehož ostění je profilováno hruškovcovým prutem mezi dvěma žlábky, má ve vrcholu trojlistovou kružbu, která se opírá o dva půlkruhové oblouky, které se sbíhají uprostřed v jednu konzolku v podobě vousaté hlavy Spasitele.

### Interiér
Dveře vedoucí do kaple jsou pobity plechem a diagonálně rozděleny železnými pruty na kosočtverce, které jsou vyplněny přírodními motivy (jelen, orlice, kůň, dvouocasý lev a květiny).
Okna kaple jsou tvořena dvoudílnými lomenými oblouky s trojlistem v kružbě, který je podepřen jednoduchým prutem; dva se otevírají do samotné lodi, dalších pět lemuje zeď chóru. V baště pod chórem je dvojí sklepení nad sebou, spodní s úzkými obdélníkovými okny, nad nimi jsou tři čtvercová okna s tesaným ostěním, ústící skrz zeď širokou 2,8 metru do místnosti o šířce 5,5 metru, která je uzavřená polokruhem s valenou klenbou. U klenutí je chodba, kterou se z této místnosti vystupovalo na vnitřní hradbu.
Z původního oltáře se dochovalo pouze spodní pažení a 60centimetrové dřevěné sošky čtyř svatých církevních otců. Jedná se o dokonalou technickou řezbářskou práci tohoto druhu z konce patnáctého století.
Loď i polygonálně zakončený ochoz tvoří navenek jednolitý celek. Z podezdívky vystupují na stranách a v rozích dekorativní opěráky. Je široká 5,5 metru a žebra klenby mají tvar čtyřcípé hvězdy. Empora je opřena o dva sloupy s osmibokými patkami, okrouhlými dříky a hlavicemi s vegetabilními motivy listů, na kterých jsou uloženy lomené oblouky vybíhající v křížovou kytici. Loď kaple je přepjata klenutím, které kdysi podpírala čtyři žebra vystupující ze čtyř kuželovitých konzol se špičkou ve vrcholu ve čtyřech rozích kaple.
Předsíň pod emporou je klenuta síťově, její hručkovcovitě profilovaná žebra se opírají na listím zdobené konzoly a sbíhají se do hladkých svorníků. Točité schodiště na levé straně vede na emporu; prsení schodiště je rozděleno na devět čtvercových polí s malovaným panelováním ve tvaru plamene, z čehož pět prostředních polí bylo později přemalováno na erby Jindřicha Půty Švihovského, jeho manželky a příbuzenstva. U prvního erbu se dvěma gryfy, orlicí a lvem bylo úmyslně seškrábáno jméno rodu. Další erby náleží rodu Švihovských, Drsule Minsterberské, Rýzemberkům, kněžně Kateřině Opavské a Janu Samuelu Koltinusovi.
Presbytář je uzavřen třemi stranami pravidelného osmiúhelníku, je zaklenutý síťovým paprskovitým obrazcem (zhruba o půl metru výše než loď) se žebry klínového profilu s postranními výžlabky. V presbytáři je olejomalba znázorňující mrtvolu hraběte Humprechta Černína z Chuděnic v černém rouchu. Na severní straně zdi je freskový obraz znázorňující svatého Jiří v boji s drakem. Na pozadí obrazu se tyčí Švihovský hrad společně s hradem Skály u Přestic. Jedná se o jednu o druhou nejstarší krajinomalbu v České republice.